# Lạc đà hai bướu
Lạc đà hai bướu (tên khoa học Camelus bactrianus) là loài động vật guốc chẵn lớn, có nguồn gốc từ vùng thảo nguyên của khu vực Đông Á. Gần như toàn bộ lạc đà hai bướu (ước tính khoảng 1,4 triệu con hiện đang sinh sống) ngày nay đã được thuần hóa, tuy vậy trong tháng 10 năm 2002 thì người ta ước tính còn khoảng 950 con vẫn sống cuộc sống hoang dã tại miền tây bắc Trung Quốc và Mông Cổ và chúng được xếp vào danh sách các loài Đã Thuần hóa

## Đặc điểm, sinh trưởng

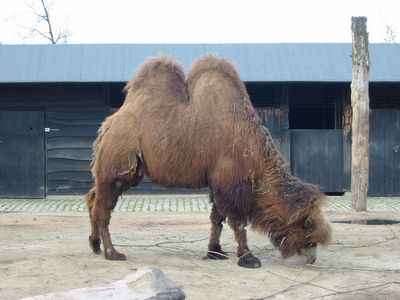
Lạc đà hai bướu trong vườn thú ở Bỉ

Lạc đà hai bướu trưởng thành cao trên 2 mét (7 ft) tính từ bướu trở xuống và cân nặng trên 725 kg (1.600 pounds). Chúng là động vật ăn cỏ, vì thế chúng ăn các loại cỏ, lá cây, ngũ cốc và có khả năng uống tới 120 lít (32 galông Mỹ) nước một lúc. Miệng của chúng đủ khỏe và cho phép chúng ăn các loại thực vật có gai trên sa mạc.
Chúng có cấu tạo cơ thể thích nghi với đời sống trên sa mạc (rất nóng ban ngày, rất lạnh ban đêm và bão, gió cát); chúng có chân to và lớp da rất dày trên đầu gối và ngực, các lỗ mũi có thể mở ra khép lại, các mắt được bảo vệ bằng lớp lông dày, lông mày rậm rạp và hai hàng lông mi dài. Lớp da và lông trên cơ thể dày giữ cho chúng đủ ấm trong đêm sa mạc lạnh lẽo và cách nhiệt cho chúng trong điều kiện thời tiết khô và nóng ban ngày.

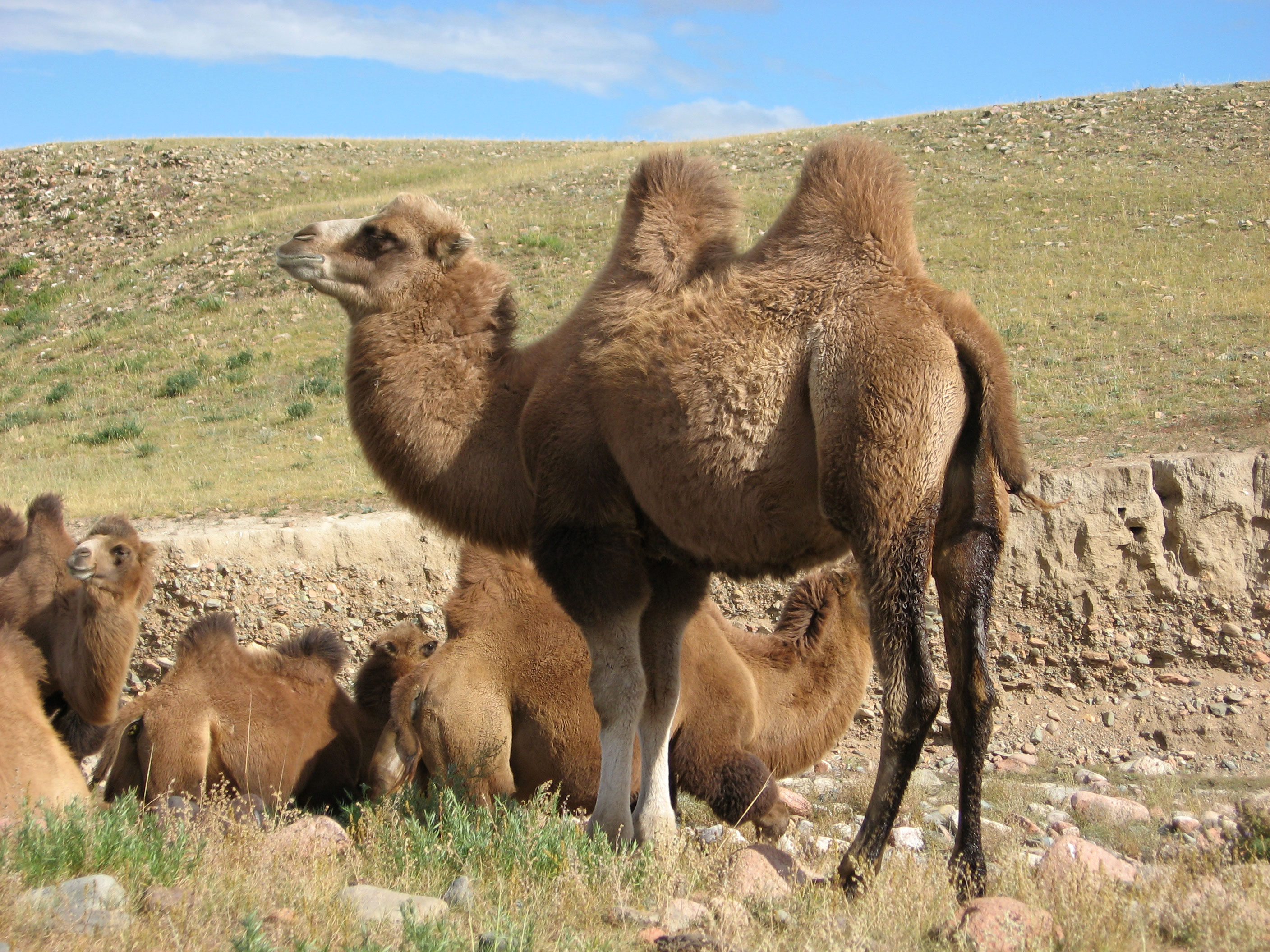
Lạc đà hai bướu (Bactrian) ở Mông Cổ

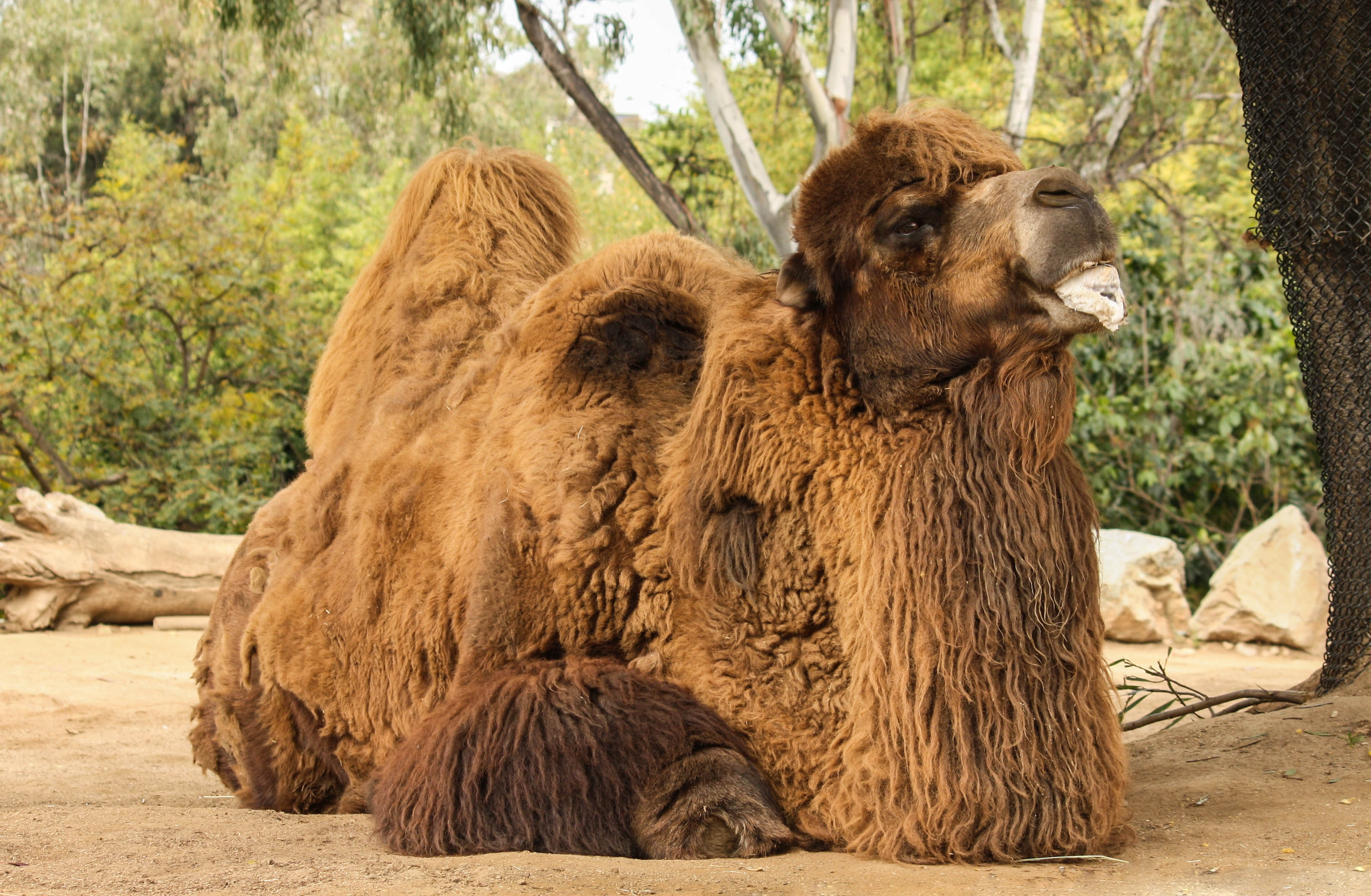
Lạc đà hai bướu ờ Sở thú San Diego, Mỹ

Lạc đà một bướu (Camelus dromedarius) là loài lạc đà khác duy nhất còn tồn tại, có nguồn gốc ở vùng sa mạc Sahara, nhưng ngày nay các lạc đà một bướu không còn tồn tại trong điều kiện đời sống hoang dã. So sánh với chúng thì lạc đà hai bướu có thân hình chắc chắn hơn, có khả năng chịu đựng tốt hơn sự nóng bức mùa hè trên sa mạc ở miền bắc Iran cũng như mùa đông băng giá của Tây Tạng . Lạc đà một bướu thì cao và nhanh hơn, và khi có người điều khiển thì nó có thể đi được với vận tốc 13–15 km/h (8-9 dặm/h), còn lạc đà hai bướu khi chở người chỉ đi được với vận tốc khoảng 4 km/h (2,5 dặm/h) .

## Lịch sử
Người ta cho rằng lạc đà hai bướu được thuần hóa vào khoảng trước năm 2500 TCN, có thể là ở miền bắc Iran hoặc tây nam Turkestan. Lạc đà một bướu được cho là đã thuần hóa vào khoảng năm 4000 TCN ở bán đảo Ả Rập.

## Phân loại
|  | Vicuña                                            |
|  |                                                   |
|  | \| \| Llama \| \| \| \| \| \| Guanaco \| \| \| \| |
|  |                                                   |
|  | Llama                                             |
|  |                                                   |
|  | Guanaco                                           |
|  |                                                   |

|  | Llama   |
|  |         |
|  | Guanaco |
|  |         |

|  | Vicuña                                            |
|  |                                                   |
|  | \| \| Llama \| \| \| \| \| \| Guanaco \| \| \| \| |
|  |                                                   |
|  | Llama                                             |
|  |                                                   |
|  | Guanaco                                           |
|  |                                                   |

|  | Llama   |
|  |         |
|  | Guanaco |
|  |         |

|  | Dromedary (Lạc đà một bướu)                                                                                    |
|  | |
|  | \| \| Camelus ferus (Lạc đà hai bướu hoang dã) \| \| \| \| \| \| Lạc đà Bactrian (Lạc đà hai bướu) \| \| \| \| |
|  | |
|  | Camelus ferus (Lạc đà hai bướu hoang dã)                                                                       |
|  | |
|  | Lạc đà Bactrian (Lạc đà hai bướu)                                                                              |
|  | |

|  | Camelus ferus (Lạc đà hai bướu hoang dã) |
|  |                                          |
|  | Lạc đà Bactrian (Lạc đà hai bướu)        |
|  |                                          |

|  | Vicuña                                            |
|  |                                                   |
|  | \| \| Llama \| \| \| \| \| \| Guanaco \| \| \| \| |
|  |                                                   |
|  | Llama                                             |
|  |                                                   |
|  | Guanaco                                           |
|  |                                                   |

|  | Llama   |
|  |         |
|  | Guanaco |
|  |         |

|  | Vicuña                                            |
|  |                                                   |
|  | \| \| Llama \| \| \| \| \| \| Guanaco \| \| \| \| |
|  |                                                   |
|  | Llama                                             |
|  |                                                   |
|  | Guanaco                                           |
|  |                                                   |

|  | Llama   |
|  |         |
|  | Guanaco |
|  |         |

|  | Dromedary (Lạc đà một bướu)                                                                                    |
|  | |
|  | \| \| Camelus ferus (Lạc đà hai bướu hoang dã) \| \| \| \| \| \| Lạc đà Bactrian (Lạc đà hai bướu) \| \| \| \| |
|  | |
|  | Camelus ferus (Lạc đà hai bướu hoang dã)                                                                       |
|  | |
|  | Lạc đà Bactrian (Lạc đà hai bướu)                                                                              |
|  | |

|  | Camelus ferus (Lạc đà hai bướu hoang dã) |
|  |                                          |
|  | Lạc đà Bactrian (Lạc đà hai bướu)        |
|  |                                          |

|  | Vicuña                                            |
|  |                                                   |
|  | \| \| Llama \| \| \| \| \| \| Guanaco \| \| \| \| |
|  |                                                   |
|  | Llama                                             |
|  |                                                   |
|  | Guanaco                                           |
|  |                                                   |

|  | Llama   |
|  |         |
|  | Guanaco |
|  |         |

|  | Vicuña                                            |
|  |                                                   |
|  | \| \| Llama \| \| \| \| \| \| Guanaco \| \| \| \| |
|  |                                                   |
|  | Llama                                             |
|  |                                                   |
|  | Guanaco                                           |
|  |                                                   |

|  | Llama   |
|  |         |
|  | Guanaco |
|  |         |

|  | Dromedary (Lạc đà một bướu)                                                                                    |
|  | |
|  | \| \| Camelus ferus (Lạc đà hai bướu hoang dã) \| \| \| \| \| \| Lạc đà Bactrian (Lạc đà hai bướu) \| \| \| \| |
|  | |
|  | Camelus ferus (Lạc đà hai bướu hoang dã)                                                                       |
|  | |
|  | Lạc đà Bactrian (Lạc đà hai bướu)                                                                              |
|  | |

|  | Camelus ferus (Lạc đà hai bướu hoang dã) |
|  |                                          |
|  | Lạc đà Bactrian (Lạc đà hai bướu)        |
|  |                                          |

|  | Vicuña                                            |
|  |                                                   |
|  | \| \| Llama \| \| \| \| \| \| Guanaco \| \| \| \| |
|  |                                                   |
|  | Llama                                             |
|  |                                                   |
|  | Guanaco                                           |
|  |                                                   |

|  | Llama   |
|  |         |
|  | Guanaco |
|  |         |

|  | Vicuña                                            |
|  |                                                   |
|  | \| \| Llama \| \| \| \| \| \| Guanaco \| \| \| \| |
|  |                                                   |
|  | Llama                                             |
|  |                                                   |
|  | Guanaco                                           |
|  |                                                   |

|  | Llama   |
|  |         |
|  | Guanaco |
|  |         |

|  | Dromedary (Lạc đà một bướu)                                                                                    |
|  | |
|  | \| \| Camelus ferus (Lạc đà hai bướu hoang dã) \| \| \| \| \| \| Lạc đà Bactrian (Lạc đà hai bướu) \| \| \| \| |
|  | |
|  | Camelus ferus (Lạc đà hai bướu hoang dã)                                                                       |
|  | |
|  | Lạc đà Bactrian (Lạc đà hai bướu)                                                                              |
|  | |

|  | Camelus ferus (Lạc đà hai bướu hoang dã) |
|  |                                          |
|  | Lạc đà Bactrian (Lạc đà hai bướu)        |
|  |                                          |

|  | Vicuña                                            |
|  |                                                   |
|  | \| \| Llama \| \| \| \| \| \| Guanaco \| \| \| \| |
|  |                                                   |
|  | Llama                                             |
|  |                                                   |
|  | Guanaco                                           |
|  |                                                   |

|  | Llama   |
|  |         |
|  | Guanaco |
|  |         |

|  | Vicuña                                            |
|  |                                                   |
|  | \| \| Llama \| \| \| \| \| \| Guanaco \| \| \| \| |
|  |                                                   |
|  | Llama                                             |
|  |                                                   |
|  | Guanaco                                           |
|  |                                                   |

|  | Llama   |
|  |         |
|  | Guanaco |
|  |         |

|  | Dromedary (Lạc đà một bướu)                                                                                    |
|  | |
|  | \| \| Camelus ferus (Lạc đà hai bướu hoang dã) \| \| \| \| \| \| Lạc đà Bactrian (Lạc đà hai bướu) \| \| \| \| |
|  | |
|  | Camelus ferus (Lạc đà hai bướu hoang dã)                                                                       |
|  | |
|  | Lạc đà Bactrian (Lạc đà hai bướu)                                                                              |
|  | |

|  | Camelus ferus (Lạc đà hai bướu hoang dã) |
|  |                                          |
|  | Lạc đà Bactrian (Lạc đà hai bướu)        |
|  |                                          |

|  | Vicuña                                            |
|  |                                                   |
|  | \| \| Llama \| \| \| \| \| \| Guanaco \| \| \| \| |
|  |                                                   |
|  | Llama                                             |
|  |                                                   |
|  | Guanaco                                           |
|  |                                                   |

|  | Llama   |
|  |         |
|  | Guanaco |
|  |         |

|  | Vicuña                                            |
|  |                                                   |
|  | \| \| Llama \| \| \| \| \| \| Guanaco \| \| \| \| |
|  |                                                   |
|  | Llama                                             |
|  |                                                   |
|  | Guanaco                                           |
|  |                                                   |

|  | Llama   |
|  |         |
|  | Guanaco |
|  |         |

|  | Dromedary (Lạc đà một bướu)                                                                                    |
|  | |
|  | \| \| Camelus ferus (Lạc đà hai bướu hoang dã) \| \| \| \| \| \| Lạc đà Bactrian (Lạc đà hai bướu) \| \| \| \| |
|  | |
|  | Camelus ferus (Lạc đà hai bướu hoang dã)                                                                       |
|  | |
|  | Lạc đà Bactrian (Lạc đà hai bướu)                                                                              |
|  | |

|  | Camelus ferus (Lạc đà hai bướu hoang dã) |
|  |                                          |
|  | Lạc đà Bactrian (Lạc đà hai bướu)        |
|  |                                          |

|  | Vicuña                                            |
|  |                                                   |
|  | \| \| Llama \| \| \| \| \| \| Guanaco \| \| \| \| |
|  |                                                   |
|  | Llama                                             |
|  |                                                   |
|  | Guanaco                                           |
|  |                                                   |

|  | Llama   |
|  |         |
|  | Guanaco |
|  |         |

|  | Vicuña                                            |
|  |                                                   |
|  | \| \| Llama \| \| \| \| \| \| Guanaco \| \| \| \| |
|  |                                                   |
|  | Llama                                             |
|  |                                                   |
|  | Guanaco                                           |
|  |                                                   |

|  | Llama   |
|  |         |
|  | Guanaco |
|  |         |

|  | Dromedary (Lạc đà một bướu)                                                                                    |
|  | |
|  | \| \| Camelus ferus (Lạc đà hai bướu hoang dã) \| \| \| \| \| \| Lạc đà Bactrian (Lạc đà hai bướu) \| \| \| \| |
|  | |
|  | Camelus ferus (Lạc đà hai bướu hoang dã)                                                                       |
|  | |
|  | Lạc đà Bactrian (Lạc đà hai bướu)                                                                              |
|  | |

|  | Camelus ferus (Lạc đà hai bướu hoang dã) |
|  |                                          |
|  | Lạc đà Bactrian (Lạc đà hai bướu)        |
|  |                                          |

|  | Vicuña                                            |
|  |                                                   |
|  | \| \| Llama \| \| \| \| \| \| Guanaco \| \| \| \| |
|  |                                                   |
|  | Llama                                             |
|  |                                                   |
|  | Guanaco                                           |
|  |                                                   |

|  | Llama   |
|  |         |
|  | Guanaco |
|  |         |

|  | Vicuña                                            |
|  |                                                   |
|  | \| \| Llama \| \| \| \| \| \| Guanaco \| \| \| \| |
|  |                                                   |
|  | Llama                                             |
|  |                                                   |
|  | Guanaco                                           |
|  |                                                   |

|  | Llama   |
|  |         |
|  | Guanaco |
|  |         |

|  | Dromedary (Lạc đà một bướu)                                                                                    |
|  | |
|  | \| \| Camelus ferus (Lạc đà hai bướu hoang dã) \| \| \| \| \| \| Lạc đà Bactrian (Lạc đà hai bướu) \| \| \| \| |
|  | |
|  | Camelus ferus (Lạc đà hai bướu hoang dã)                                                                       |
|  | |
|  | Lạc đà Bactrian (Lạc đà hai bướu)                                                                              |
|  | |

|  | Camelus ferus (Lạc đà hai bướu hoang dã) |
|  |                                          |
|  | Lạc đà Bactrian (Lạc đà hai bướu)        |
|  |                                          |

## Gallery

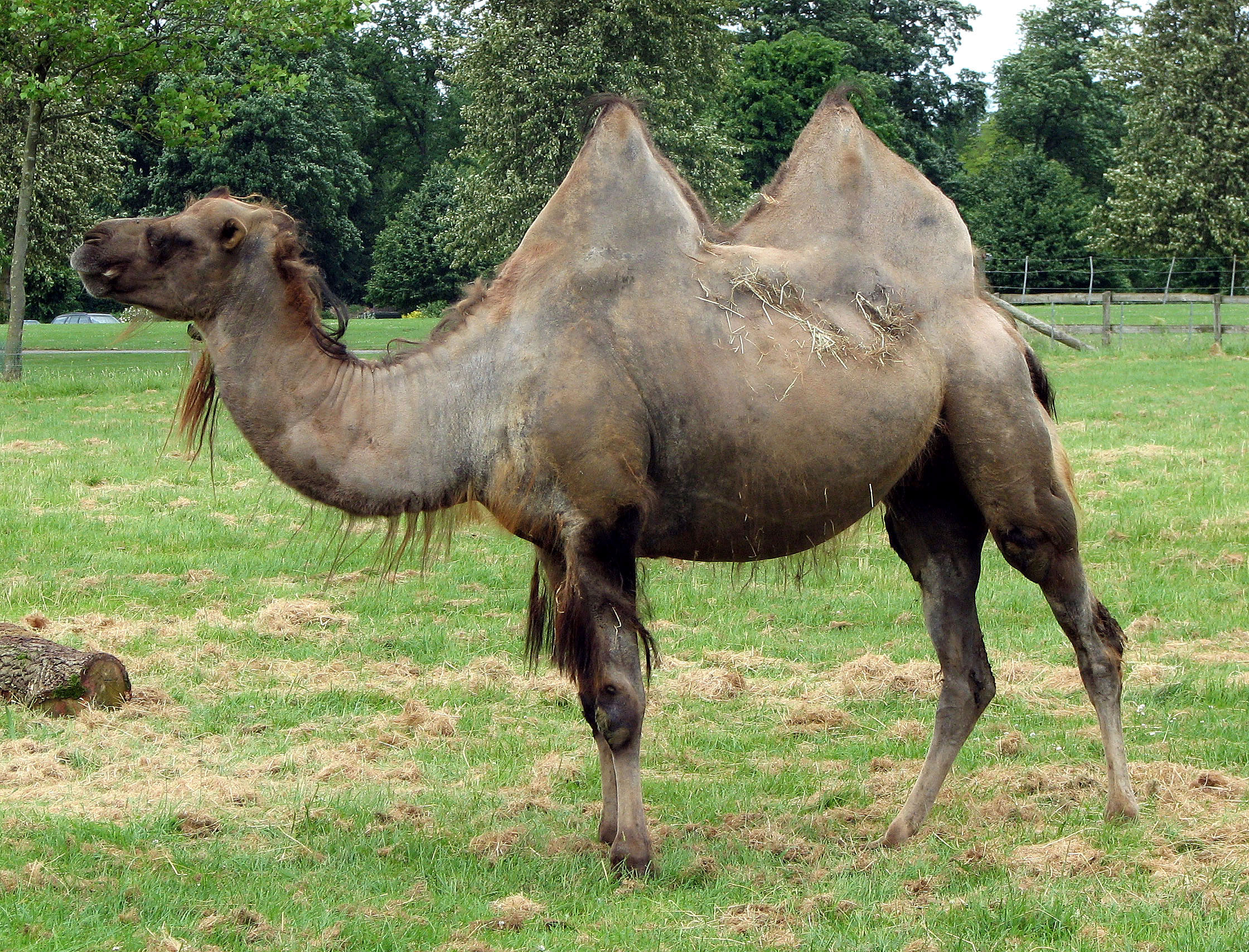
Hình ảnh một con lạc đà lông ngắn chỉ có một vài sợi lông dài dưới cổ, ở Công viên động vật hoang dã Cotswold, Oxfordshire, Anh
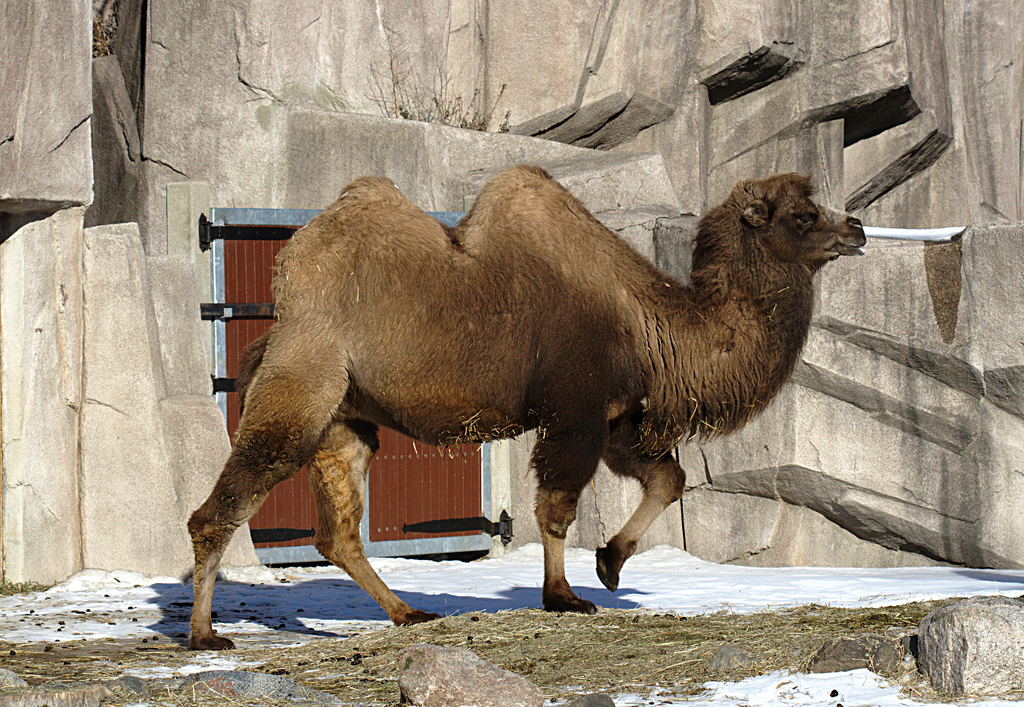
một con lạc đà với bộ lông dài và rậm ở sở thú Milwaukee, Mỹ
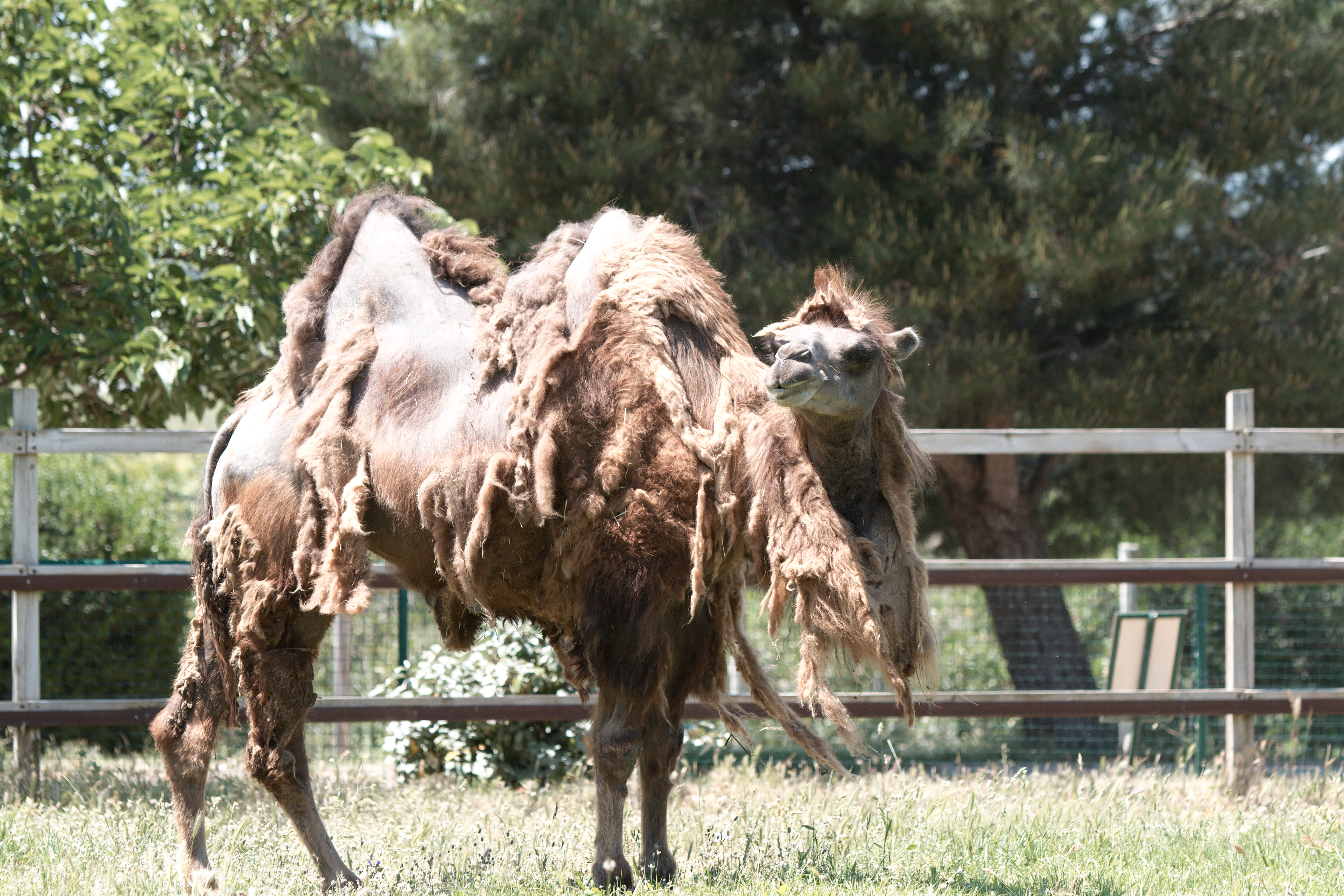
một con lạc đà đang thay lông
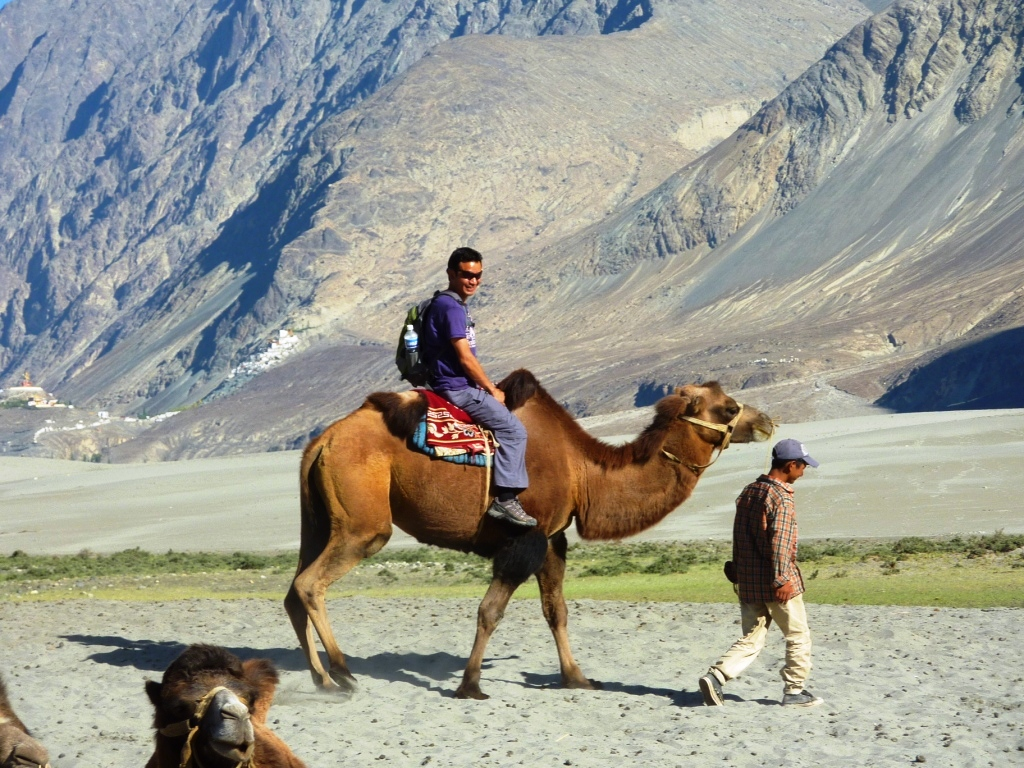
Cưỡi lạc đà ở Thung lũng Nubra, Ấn Độ
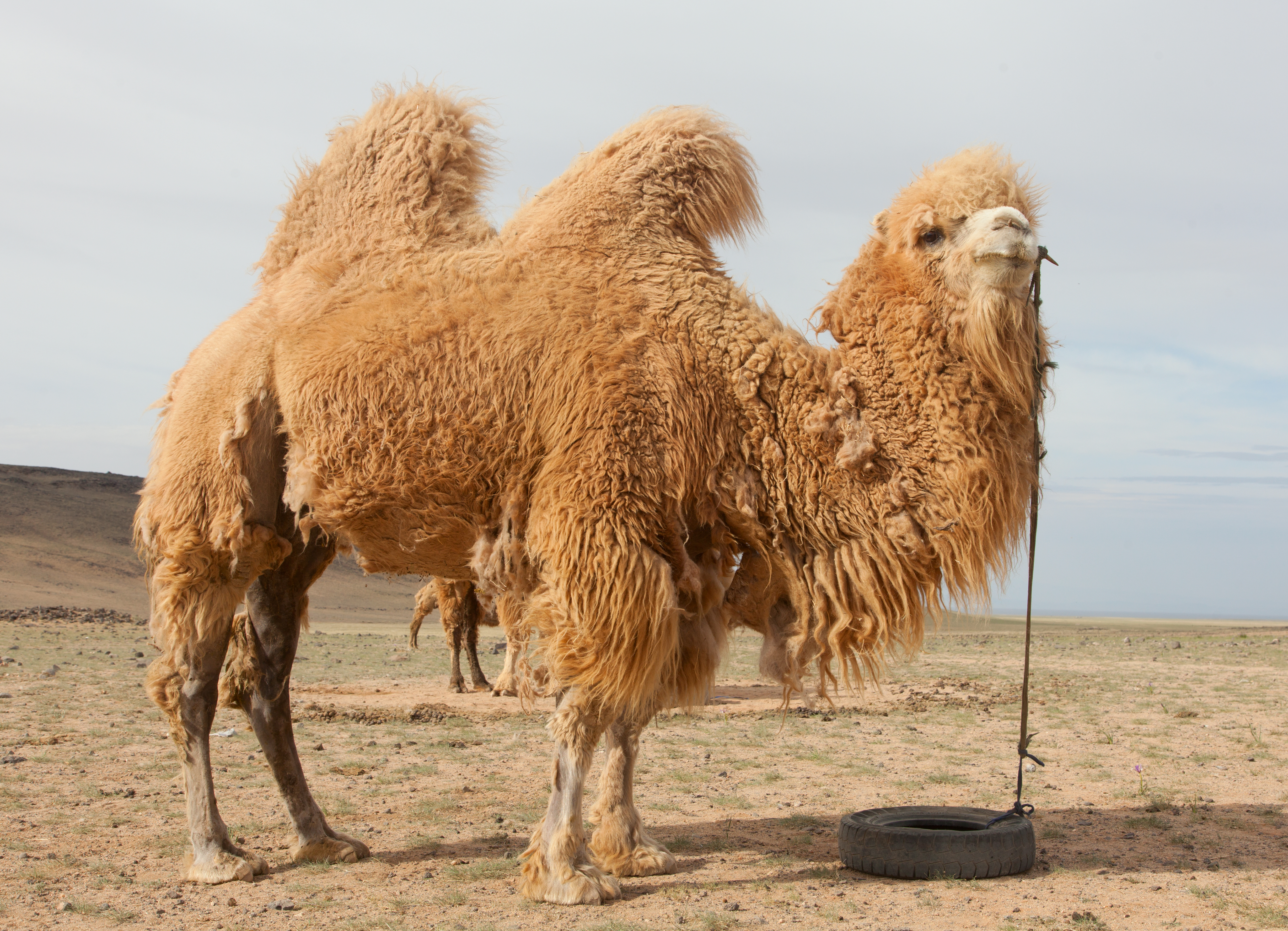
ở Mông Cổ
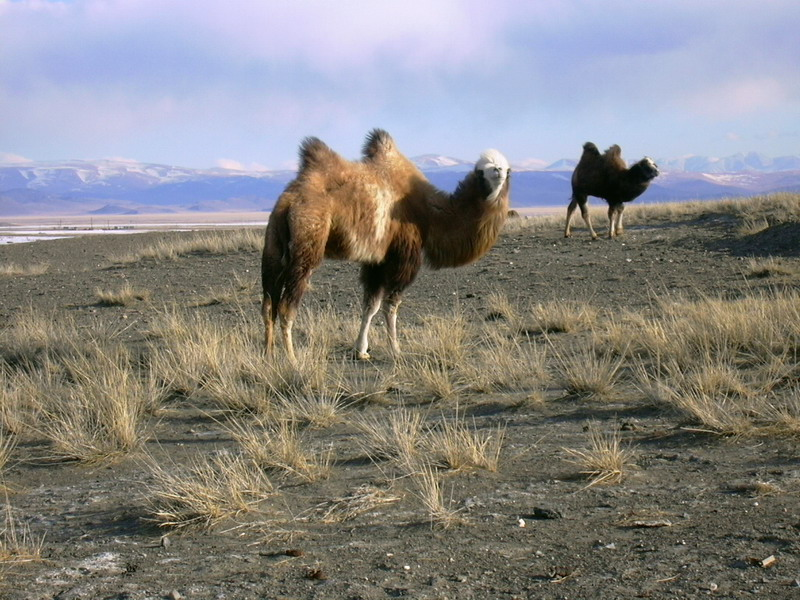
Lạc đà Bactrian ở thảo nguyên Chuya, Dãy núi Altai, Nga
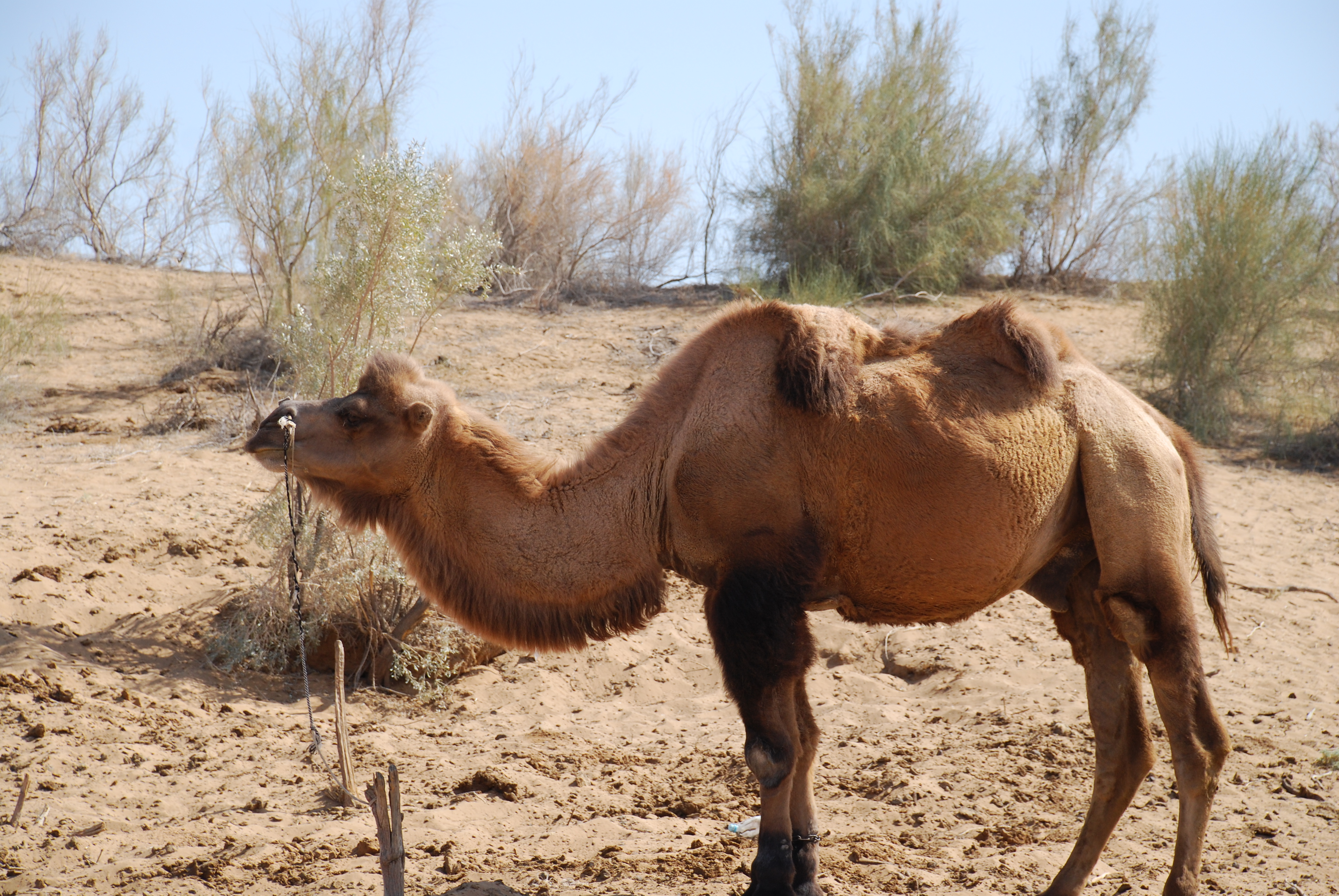
Ở Sa mạc Kyzylkum
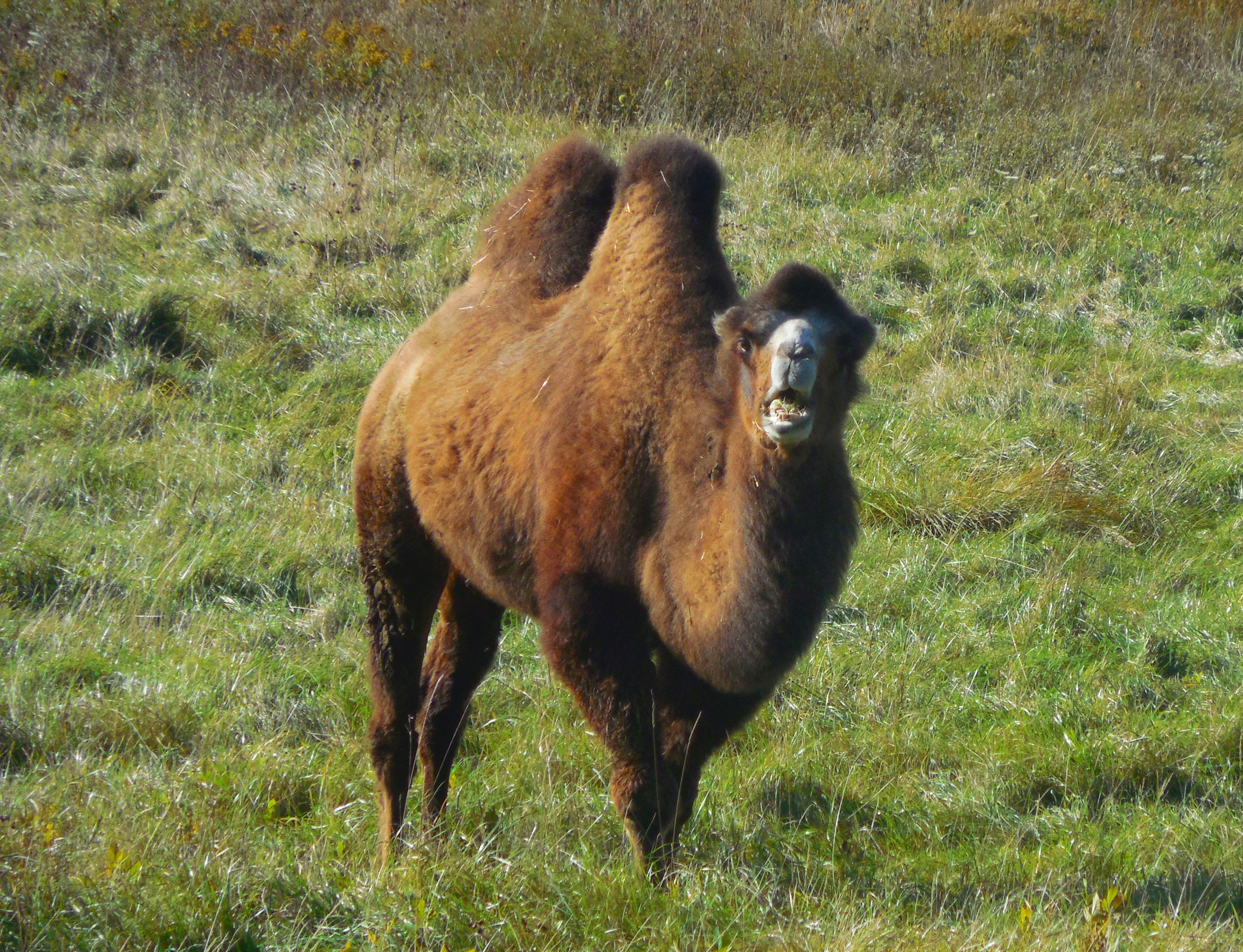
ở Vermont, Mỹ